# Svjetsko prvenstvo u alpskom skijanju 1934.
4. svjetsko prvenstvo u alpskom skijanju održano je u St. Moritzu u Švicarskoj od 15. – 17. veljače 1934. godine.